# Jnaneshvara
Jnaneshvara, aussi appelé  Dnyaneshwar, (1275-1296) est un saint de l'hindouisme connu pour avoir été philosophe, yogi et poète. Il a écrit un commentaire très connu en marathi sur l'épopée du Bhagavad Gita, le Dnyaneshwari, ou Jñaneshwar. Issu de l'état du Maharashtra, il y est très célèbre.